# Genesee Scientific
 (mars 2024).
La mise en forme du texte ne suit pas les recommandations de Wikipédia : il faut le « wikifier ».
Les points d'amélioration suivants sont les cas les plus fréquents. Le détail des points à revoir est peut-être précisé sur la page de discussion.
- Les titres sont pré-formatés par le logiciel. Ils ne sont ni en capitales, ni en gras.
- Le texte ne doit pas être écrit en capitales (les noms de famille non plus), ni en gras, ni en italique, ni en « petit »…
- Le gras n'est utilisé que pour surligner le titre de l'article dans l'introduction, une seule fois.
- L'italique est rarement utilisé : mots en langue étrangère, titres d'œuvres, noms de bateaux, etc.
- Les citations ne sont pas en italique mais en corps de texte normal. Elles sont entourées par des guillemets français : « et ».
- Les listes à puces sont à éviter, des paragraphes rédigés étant largement préférés. Les tableaux sont à réserver à la présentation de données structurées (résultats, etc.).
- Les appels de note de bas de page (petits chiffres en exposant, introduits par l'outil «  Source ») sont à placer entre la fin de phrase et le point final[comme ça].
- Les liens internes (vers d'autres articles de Wikipédia) sont à choisir avec parcimonie. Créez des liens vers des articles approfondissant le sujet. Les termes génériques sans rapport avec le sujet sont à éviter, ainsi que les répétitions de liens vers un même terme.
- Les liens externes sont à placer uniquement dans une section « Liens externes », à la fin de l'article. Ces liens sont à choisir avec parcimonie suivant les règles définies. Si un lien sert de source à l'article, son insertion dans le texte est à faire par les notes de bas de page.
- La présentation des références doit suivre les conventions bibliographiques. Il est recommandé d'utiliser les modèles {{Ouvrage}}, {{Chapitre}}, {{Article}}, {{Lien web}} et/ou {{Bibliographie}}. Le mode d'édition visuel peut mettre en forme automatiquement les références.
- Insérer une infobox (cadre d'informations à droite) n'est pas obligatoire pour parachever la mise en page.

Pour une aide détaillée, merci de consulter Aide:Wikification.
Si vous pensez que ces points ont été résolus, vous pouvez retirer ce bandeau et améliorer la mise en forme d'un autre article.
 (mars 2024).
Genesee Scientific Corporation est un fournisseur mondial des sciences de la vie, reconnu pour son rôle important dans la fourniture d'une large gamme de produits aux marchés internationaux de la recherche dans le domaine des sciences de la vie. L'entreprise dispose d'un catalogue diversifié de milliers d'articles destinés à différents segments de la communauté scientifique. Sa clientèle comprend un large éventail d'institutions et d'industries, notamment des sociétés pharmaceutiques et biotechnologiques, des organismes de recherche médicale, des installations de recherche et développement et des établissements universitaires tels que des universités et des collèges. De plus, Genesee Scientific dessert les établissements d'enseignement secondaire, les hôpitaux, les laboratoires de référence et les laboratoires de contrôle qualité/contrôle de processus, soulignant ainsi sa contribution intégrale à l'écosystème mondial de recherche en sciences de la vie.

## Histoire
Genesee Scientific a été fondée par Ken Fry en 1995 en tant que fournisseur de fournitures pour les laboratoires situés le long de Genesee Avenue à University City, San Diego.
Aujourd'hui, Genesee Scientific dessert des laboratoires de sciences de la vie aux États-Unis et dans le monde.
- 2021 - Racheté par LLR, une société de capital-investissement investissant dans les entreprises de technologie et de santé[4].

Genesee Scientific est le leader mondial de l'innovation et de l'approvisionnement de la communauté de recherche sur la drosophile (mouche des fruits). La drosophile est largement utilisée comme organisme modèle dans le domaine de la génétique.
Genesee Scientific a obtenu trois brevets de l'Office américain des brevets et des marques pour son système révolutionnaire de rackage de flacons de drosophile (numéros de brevet D673 296 S ; 8 136 679 B2 ; et 8 430 251 B2). Ce système de soutirage de flacons de drosophile réduit considérablement le temps passé à soutirer les flacons et est plus respectueux de l'environnement que les configurations traditionnelles d'emballage de flacons.
Genesee Scientific a également développé le premier atlas des marqueurs phénotypiques de la drosophile disponible sur les appareils mobiles.
- Genesee Scientific (numéro d'enregistrement : 3934361)
- Flowbuddy (numéro d'enregistrement : 5617401)
- Flystuff, fournitures et équipements de recherche sur la drosophile (numéro d'enregistrement : 5617401)
- Flugs, bouchons en acétate de cellulose pour flacons (numéro d'enregistrement : 3153821)
- INVICTUS, Incubateurs (Numéro d'enregistrement : 5617401)
- INVICTUS NEXT-GEN, Incubateurs (N° d'enregistrement : 5867956)
- Nutri-fly, Médias pour la recherche sur la drosophile (Numéro d'enregistrement : 5626165)
- Droso-Plugs, bouchons en mousse pour flacons (numéro d'enregistrement : 5773033)
- SUPERBULK, fournitures en vrac offrant moins d'emballage et un encombrement réduit (numéro d'enregistrement : 5867964)
- GenClone, Produits de milieux de culture cellulaire haute performance (Reg. #: 5322208 )
- Gene Choice, cellules compétentes pour le clonage (numéro d'enregistrement : 4217346)
- NEXT-GEN, Gants d'examen en latex et nitrile (N° d'enregistrement : 3439167)
- UPrep, colonnes Spin pour la purification de l'ADN et de l'ARN (numéro d'enregistrement : 3153821)
- Prometheus, produits exclusifs de recherche en biologie des protéines (numéro d'enregistrement : 5322104)
- SECadex, Supports de chromatographie d'exclusion stérique (Numéro d'enregistrement : 5322241)
- ProSignal, réactifs d'électrophorèse, de transfert et de détection ; Film radiographique (numéro d'enregistrement : 5322254))

## Marques
- Apex fournit une variété de produits chimiques et de réactifs à l'industrie des sciences de la vie.
- Blue Devil fournit un film utilisé pour l'autoradiographie, le Western blot, le séquençage, la chimiluminescence et l'analyse par décalage de gel.
- Bouchons Droso
- Copain de flux
- Flystuff fournit des produits et services spécifiquement destinés à la communauté de recherche sur la drosophile.
- Le dépliant
- Gene Choice fournit des cellules compétentes pour les applications de clonage.
- GenClone fournit des milieux de culture cellulaire, des sérums (FBS), des tampons et des réactifs pour la culture cellulaire et tissulaire.
- CG10
- CGC
- PROCHAINE GÉNÉRATION
- Nutri-fly fournit des formulations de milieux équilibrés en nutriments spécifiquement pour Drosophila melanogaster.
- Olympus Plastics fournit du matériel en plastique pour la manipulation générale de liquides et les applications de culture cellulaire et tissulaire.
- Poséidon fournit des équipements ergonomiques de manipulation de liquides, notamment des pipettes de précision et des contrôleurs de pipettes.
- Prometheus fournit des résines de séparation/purification des protéines ainsi que des réactifs et consommables de Western blot.
- SECadex
- TITAN propose des gants d'examen en nitrile et en latex non poudrés.
- UPrep fournit des colonnes de centrifugation pour la purification de l'ADN et de l'ARN (acide nucléique).
- Wormstuff